# Philipp Richardsen

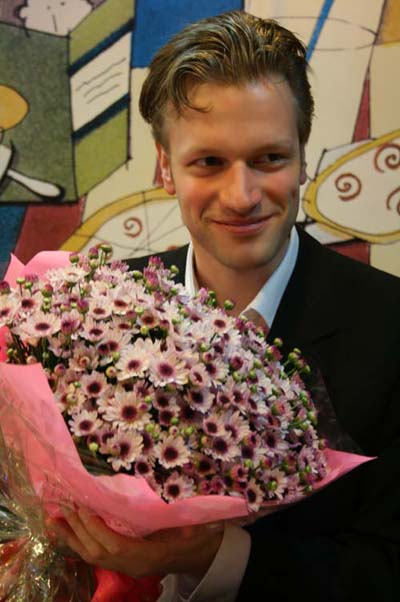
Philipp Richardsen im Jahr 2008

Philipp Richardsen (* 3. Mai 1976 in Wien) ist ein österreichischer Pianist.

## Leben
Erstem Klavierunterricht im Alter von fünf Jahren folgten Studien an der Universität für Musik und darstellende Kunst Wien (1993–2000) bei Michael Krist sowie der University of California, Santa Barbara (2004–2007) beim kanadischen Pianisten Paul Berkowitz. Er absolvierte darüber hinaus die erste Diplomprüfung der Rechtswissenschaften (candidatus iuris) an der Universität Wien und erwarb ein Professional Certificate in Nonprofit Management an der Harvard University. Seine Dissertation behandelt das Thema der späten Klavierwerke Franz Liszts und deren Vorwegnahme musikalischer Ideen des 20. Jahrhunderts (The Late Piano Works of Franz Liszt And Their Anticipation of Musical Ideas of The Twentieth Century; ISBN 978-0-549-15238-5).
Seit 2007 in Süd-Korea lebend, wurde Richardsen 2008 zum Professor für Klavier an der Mokwon-Universität in Daejeon berufen und war zudem als Lehrbeauftragter an der Kookmin-Universität und der Yonsei-Universität, beide in Seoul, tätig. Preisträger internationaler Klavierwettbewerbe (Internationaler Liszt-Wettbewerb Los Angeles, Palma d'oro, Concours Grieg und andere) und gefragter Gast im koreanischen Fernsehen, ist er seit 2011 regelmäßiger Gastredner und Coach für Jungmanager bei der Samsung Group. Konzertauftritte umfassen die New Yorker Carnegie Hall, das Konzerthaus Harpa, die Elbphilharmonie in Hamburg, den Gasteig in München, den Wiener Musikverein, das Seoul Arts Center, das Sejong Center for the Performing Arts, Esplanade – Theatres on the Bay in Singapur und das Sydney Opera House. 2015 bis 2017 präsentierte er The Classical Collection, eine wöchentliche Radioshow auf TBS eFM (Korea). 2022 klagte er erfolgreich gegen seinen früheren Arbeitgeber (Mokwon-Universität) wegen Gehaltsdiskriminierung.
Er ist der Enkel des deutschen CDU-Politikers Carl Richardsen.

## Diskographie
- Chopin 234: 2 Impromptus, 3 Nocturnes, 4 Balladen. Unyx Classical, UPC 8-88174-53452-7. Veröffentlicht am 15. Februar 2014.